# ترايدنت للبترول
ترايدنت للبترول هي شركة تعمل في مجال استكشاف النفط والغاز الطبيعي. يقع مقرها في حي المعادي بمدينة القاهرة.

## مناطق الامتياز

### مصر
| منطقة الإمتياز                                             | الشركة القائمة بالعمليات  | الشركة الموقعة للإتفاقية | التشريعات المنظمة       | التشريعات المنظمة                                   | ملاحظات |
| منطقة الإمتياز                                             | الشركة القائمة بالعمليات  | الشركة الموقعة للإتفاقية | القانون                 | التعديلات أو القوانين التي حلت محله                 | ملاحظات |
| ---------------------------------------------------------- | ------------------------- | ------------------------ | ----------------------- | --------------------------------------------------- | ------- |
| شمال غرب طائر البحر بخليج السويس                           |                           | ترايدنت بتروليم          | قانون رقم 121 لسنة 2015 |                                                     |         |
| شرق عش الملاحة البحرية (منطقة مجاويش البحرية) بخليج السويس | مجابيتكو «مجاويش للبترول» | ترايدنت بتروليوم         | قانون رقم 152 لسنة 1981 | - قانون رقم 204 لسنة 2017 - قانون رقم 167 لسنة 2023 |         |